# Ondřej Švejdík
Ondřej Švejdíkⓘ (* 2. Dezember 1982 in Opava) ist ein ehemaliger tschechischer Fußballspieler und heutiger -trainer.

## Spielerkarriere

### Im Verein
Ondřej Švejdík begann seine Karriere beim SFC Opava. 1999 unterschrieb er seinen ersten Profivertrag. In drei Spielzeiten sammelte der Abwehrspieler 24 Einsätze, ohne dabei ein Tor zu erzielen. 2002 wechselte Švejdík zu FC Bohemians Prag. In Prag kam der Verteidiger in der Saison 2002/03 auf nur vier Einsätze, die Mannschaft stieg in die 2. Liga ab. Im Spieljahr 2003/04 absolvierte Švejdík 21 Partien und erzielte drei Treffer. Im Sommer 2004 wurde Švejdík vom Erstligaaufsteiger FK Mladá Boleslav für drei Jahre verpflichtet. In Mladá Boleslav kam Švejdík regelmäßig zum Einsatz.
Nach zwei Jahren wechselte Švejdík in die holländische Eredivisie zum FC Groningen, bei dem er einen Dreijahresvertrag mit Option auf ein weiteres Jahr unterzeichnete. Anfang 2011 kehrte er nach Tschechien zurück und schloss sich Sparta Prag an. Nachdem er bis zum Saisonende kein Spiel bestritten hatte, wurde er für die kommende Saison 2011/12 an den Stadtrivalen FK Dukla Prag verliehen. Nach seiner Rückkehr kam er in den beiden folgenden Spielzeiten regelmäßig zum Einsatz und konnte 2014 mit der Mannschaft sowohl die tschechische Meisterschaft als auch den nationalen Pokal gewinnen. Nachdem er 2014/15 nur noch selten gespielt hatte, wurde er in der folgenden Saison 2015/16 zunächst an Slovan Liberec und später an MŠK Žilina verliehen.
Ab Sommer 2016 war Švejdík vorübergehend vereinslos, woraufhin er sich Anfang 2017 dem Zweitligisten FK Viktoria Žižkov anschloss. Nach zwei Jahren wechselte er Anfang 2019 zum Drittligisten FK Slavoj Vyšehrad, mit dem er am Saisonende in die zweite Liga aufstieg. Nach einer weiteren Saison dort beendete er 2020 seine Spielerkarriere.

### Nationalmannschaft
Mit der tschechischen U18-Nationalmannschaft nahm Švejdík an der U18-Europameisterschaft 2001 teil und zog dort mit der Mannschaft bis ins Finale ein, in dem man jedoch Polen unterlag. Er selbst kam dabei in vier Turnierspielen zum Einsatz.

## Trainerkarriere
Nach dem Ende seiner Spielerkarriere rückte Švejdík im Sommer 2020 beim FK Slavoj Vyšehrad als Co-Trainer in das Trainerteam von Roman Nádvorník auf. Auch dessen Nachfolger Michal Zach und Jaroslav Klíma behielten ihn später als Assistenten. Im März 2022 wechselte er zu seinem ehemaligen Verein FK Viktoria Žižkov und übernahm dort zunächst das Training der zweiten Mannschaft, ehe er kurz danach ab April in den letzten neun Spielen bis zum Saisonende Interimstrainer Zdeněk Koukal bei der ersten Mannschaft in der zweiten Liga assistierte. Nach Saisonende verließ er den Verein wieder und schloss sich stattdessen dem Drittligisten FK Loko Vltavín an, bei dem er erneut Co-Trainer unter Michal Zach wurde.